# Майкл Фарадей
Майкл Фарадéй (англ. Michael Faraday; 22 вересня 1791, Лондон, Англія — 25 серпня 1867, Лондон, Англія) — англійський фізик і хімік, основоположник вчення про електромагнітне поле, член Лондонського королівського товариства (1824). Він відіграв визначну роль у розвитку вчення про електромагнітні явища.
Хоча Фарадей отримав скромну формальну освіту і слабо знав вищу математику, зокрема математичний аналіз, він був одним із найвпливовіших науковців в історії; історики науки ставляться до нього як до найкращого експериментатора в історії науки..

## Біографія

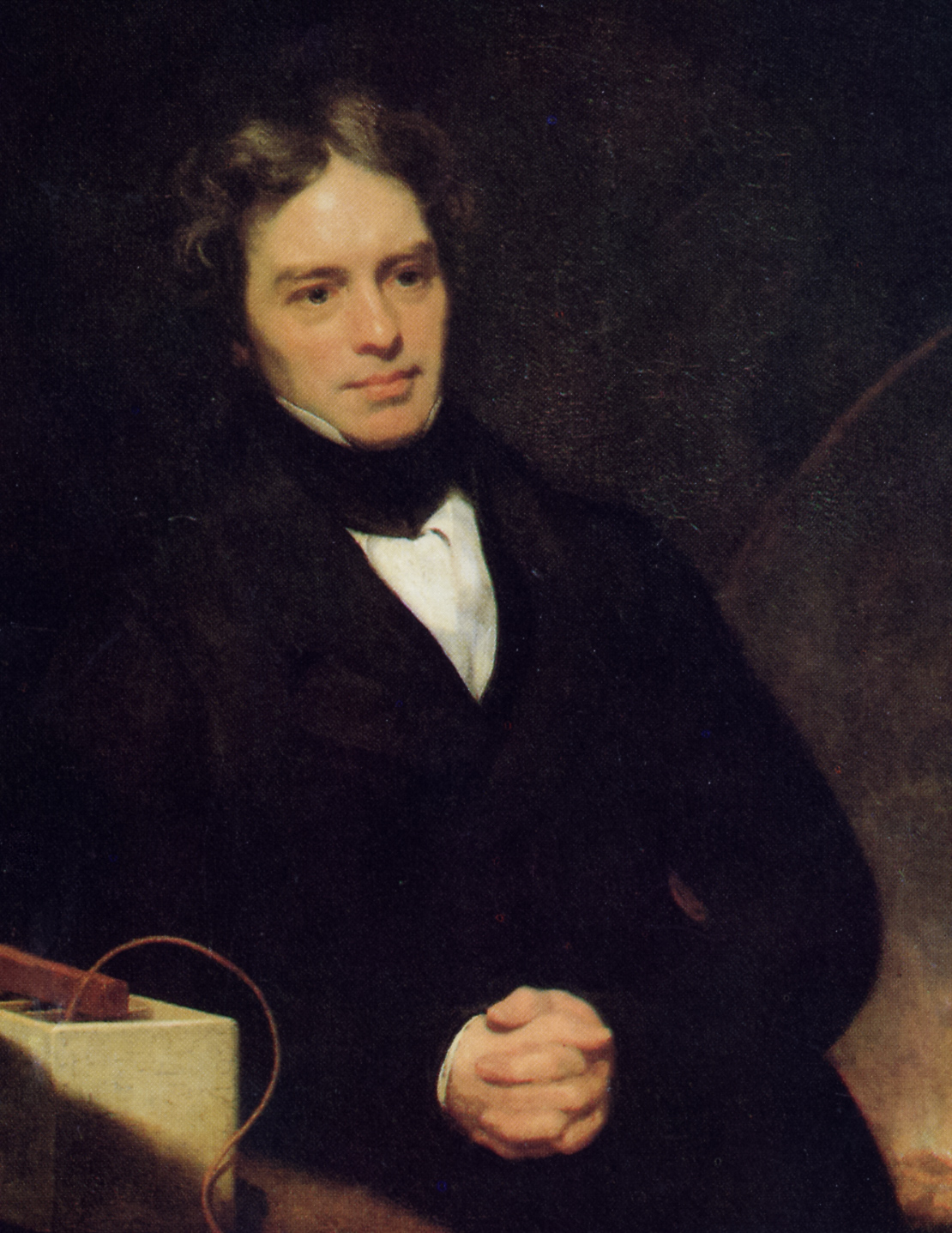
Майкл Фарадей, художник Томас Філіпс. 1841—1842

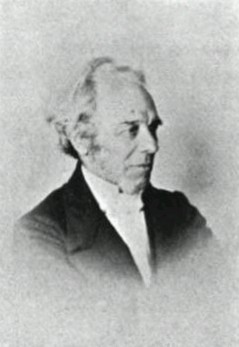
Майкл Фарадей в останні роки життя.

Майкл Фарадей народився поза шлюбом і проживав у сім'ї коваля. Він закінчив початкову школу, й на цьому його формальне навчання завершилося, однак хлопець продовжував займатися самоосвітою. У віці 13 років поступив на навчання до власника книжкової крамниці й палітурної майстерні. Робота в книжковій майстерні дала йому можливість багато читати, зокрема «Бесіди про хімію» Джейн Марсе, що пробудило в нього інтерес до хімії.
Він відвідував публічні лекції, зокрема лекції Гамфрі Деві в Королівському інституті. Деві відіграв велику роль у рішенні Фарадея присвятити себе науці. Фарадей звернувся до Деві з проханням прийняти його на роботу в Королівський інститут, і в 1813 р. його бажання здійснилося. У 1813—1815 рр., мандруючи разом з Деві Європою, Фарадей відвідав лабораторії Франції та Італії. Наукова діяльність Фарадея в подальшому проходила у стінах Королівського інституту, де він спочатку допомагав Деві в хімічних експериментах, а пізніше розпочав самостійні дослідження з хімії. До найважливіших із них належать одержання бензолу (1825), зрідження хлору (1823) і деяких інших газів. Він здійснив низку відкриттів у інших галузях фізики, серед них особливо відомий метод зрідження газів.

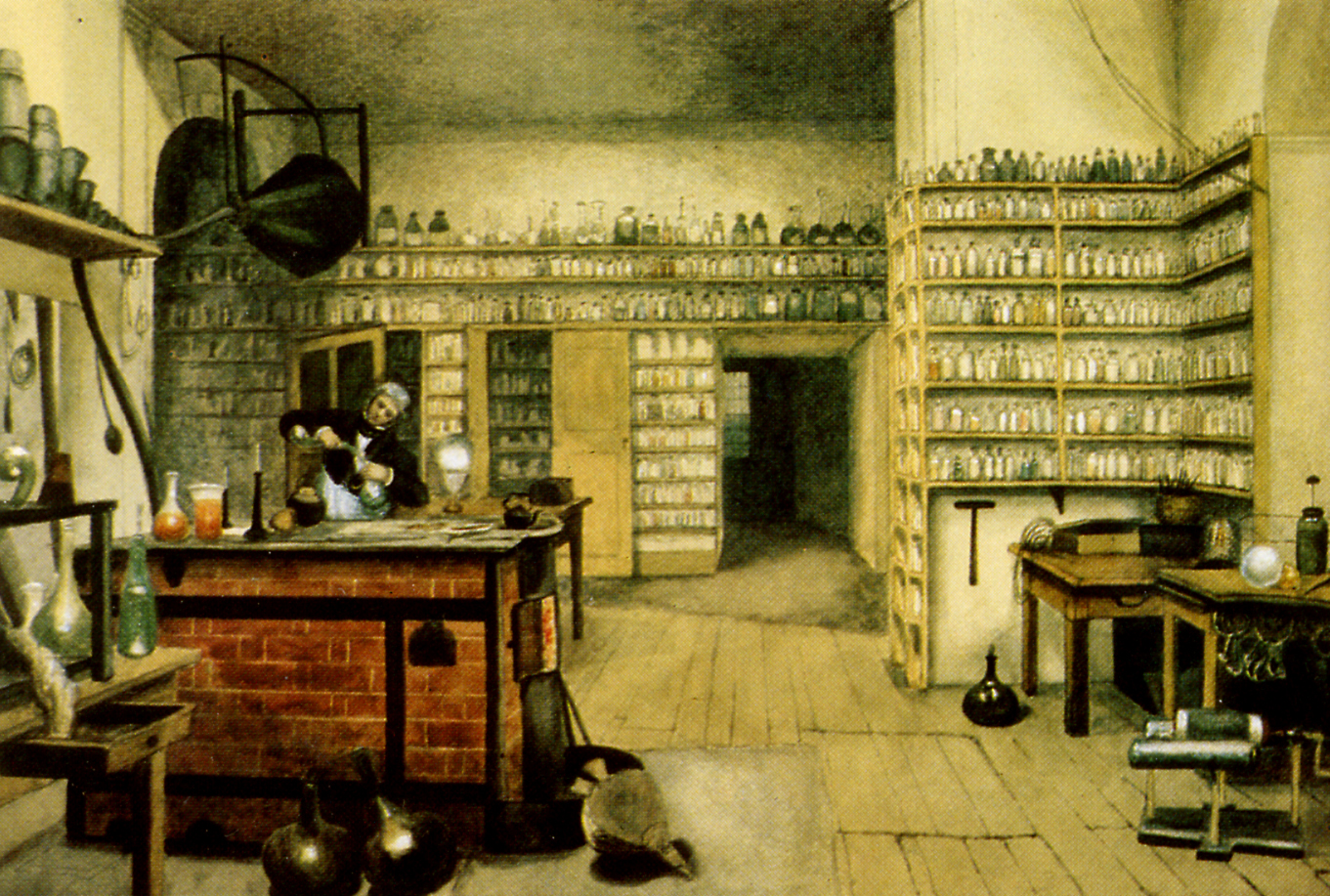
Майкл Фарадей у своїй лабораторії. 1850 р.

Ім'я Фарадея одержало певну вагу в наукових колах, у 1825 р. він став директором лабораторії, у 1827 р. професором Королівського інституту.
Талановитий експериментатор, наділений науковою інтуїцією, Фарадей поставив кілька дослідів, під час яких відкрив фундаментальні фізичні закони та явища. Ознайомившись з роботою Крістіана Ерстеда про відхилення магнітної стрілки поблизу провідника зі струмом (1820), Фарадей зайнявся дослідженням зв'язку між електричними й магнітними явищами і в 1821 р. вперше відкрив обертання магніту навколо провідника зі струмом і обертання провідника зі струмом навколо магніту. Протягом наступних 10 років Фарадей намагався «перетворити магнетизм в електрику»; його дослідження завершилося в 1831 р. відкриттям електромагнітної індукції. Він детально вивчив явище електромагнітної індукції, вивів її основний закон, з'ясував залежність індукційного струму від магнітних властивостей середовища, дослідив явище самоіндукції й екстраструми замикання та розмикання. Відкриття явища електромагнітної індукції зразу ж набуло великого наукового й практичного значення; воно лягло в основу електротехніки.

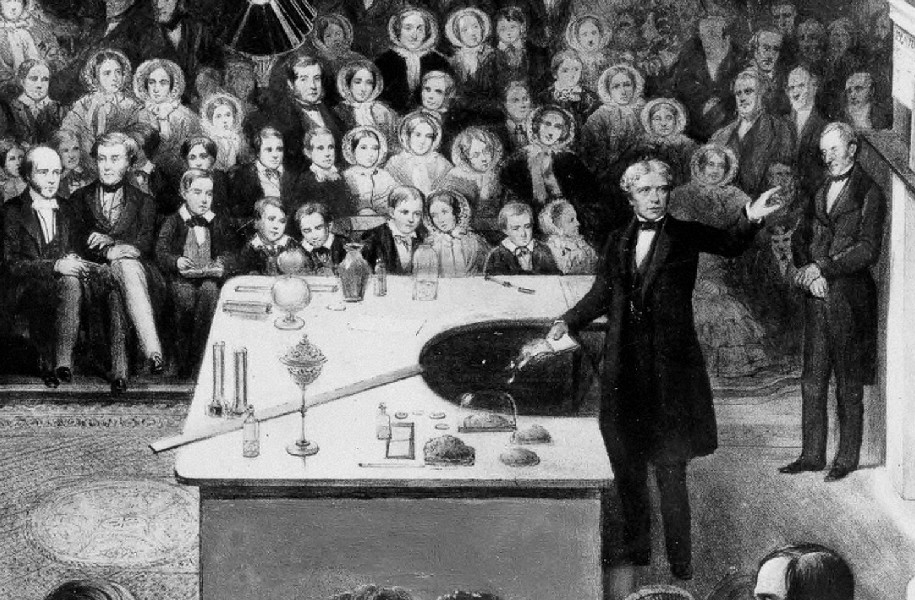
Майкл Фарадей на публічній Різдвяній лекції в 1856.

Фарадей висловив нові ідеї, які пізніше повністю виправдали себе, стосовно природи струму й магнетизму, механізму провідності в різних середовищах і т. д. Він довів однозначність різних видів електрики: одержаної від тертя, «тваринної», «магнітної» тощо.
Фарадей уперше запропонував уявлення про електричне та магнітне поля.
Намагаючись встановити кількісні співвідношення між різними видами електрики, Фарадей розпочав дослідження електролізу, відкрив його закони (1833—1834) і ввів термінологію, що збереглася в цій галузі досі. Закони електролізу стали вагомим свідченням на користь дискретності речовини й електрики. У 1840 р., ще до відкриття закону збереження енергії, Фарадей висловив думку про єдність «сил» природи (різних видів енергії) та їхнє взаємне перетворення. Він увів уявлення про силові лінії, вважав, що вони фізично існують. Ідеї Фарадея про електричне й магнітне поля здійснили великий вплив на розвиток усієї фізики. Зокрема, Альберт Ейнштейн відштовхувався від ідей Фарадея у своїх працях про теорію відносності. У 1832 р. Фарадей висловив думку про те, що поширення електромагнітних взаємодій є хвильовим процесом, який відбувається зі скінченною швидкістю.
У 1845 р., досліджуючи магнітні властивості різних матеріалів, Фарадей відкрив явище парамагнетизму й діамагнетизму. У 1845 р. він відкрив обертання площини поляризації світла в магнітному полі (ефект Фарадея). Це було перше спостереження зв'язку між магнітними й оптичними явищами, які пізніше одержали підтвердження в електромагнітній теорії світла Джеймса Максвелла.
Фарадею першому належить думка про зв'язок електричних, магнітних та світлових явищ (див. Об'єднана теорія поля).
Фарадей вивчав також електричні розряди в газах, намагаючись з’ясувати природу електрики.
Відкриття Фарадея завоювали визнання у всьому науковому світі. Вперше ідеї Фарадея «перевів» на загальноприйняту математичну мову Джеймс Максвелл. У передмові до свого «Трактату з електрики і магнетизму» (1873) він писав: «У міру того, як я просувався вперед у вивченні Фарадея, я переконався, що його спосіб розуміння явища також має математичний характер, хоча він і не постає перед нами „вдягненим“ у шати загальноприйнятих математичних формул» (Вибр. праці з теорії електромагнітного поля, М., 1954, с. 349).
На честь Фарадея названа одиниця вимірювання ємності — фарад, а також стала Фарадея. З 1977 по 1996 роки ім'я вченого носила британська антарктична станція Фарадей (нині це українська станція Академік Вернадський). Зображення Фарадея є на звороті банкнот серії E номіналом 20 фунтів, випущених Банком Англії, які були в обігу з 1991 до 2001 року. Він був зображений під час лекції в Королівському інституті.

## Наукова діяльність

### Дослідження електромагнетизму

#### Електромагнітна індукція

Досліди Фарадея з індукції
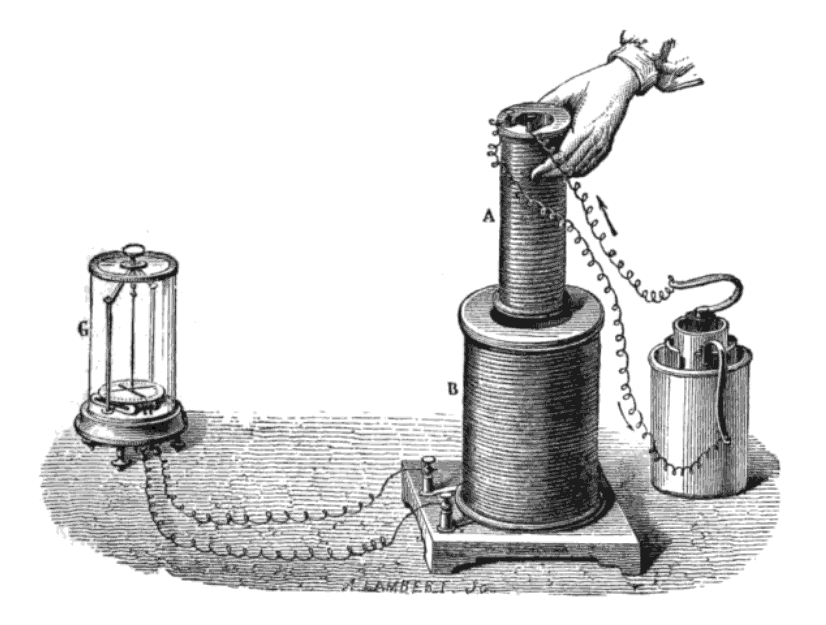
При русі магнітного осердя всередині дротяної котушки в ній виникає струм
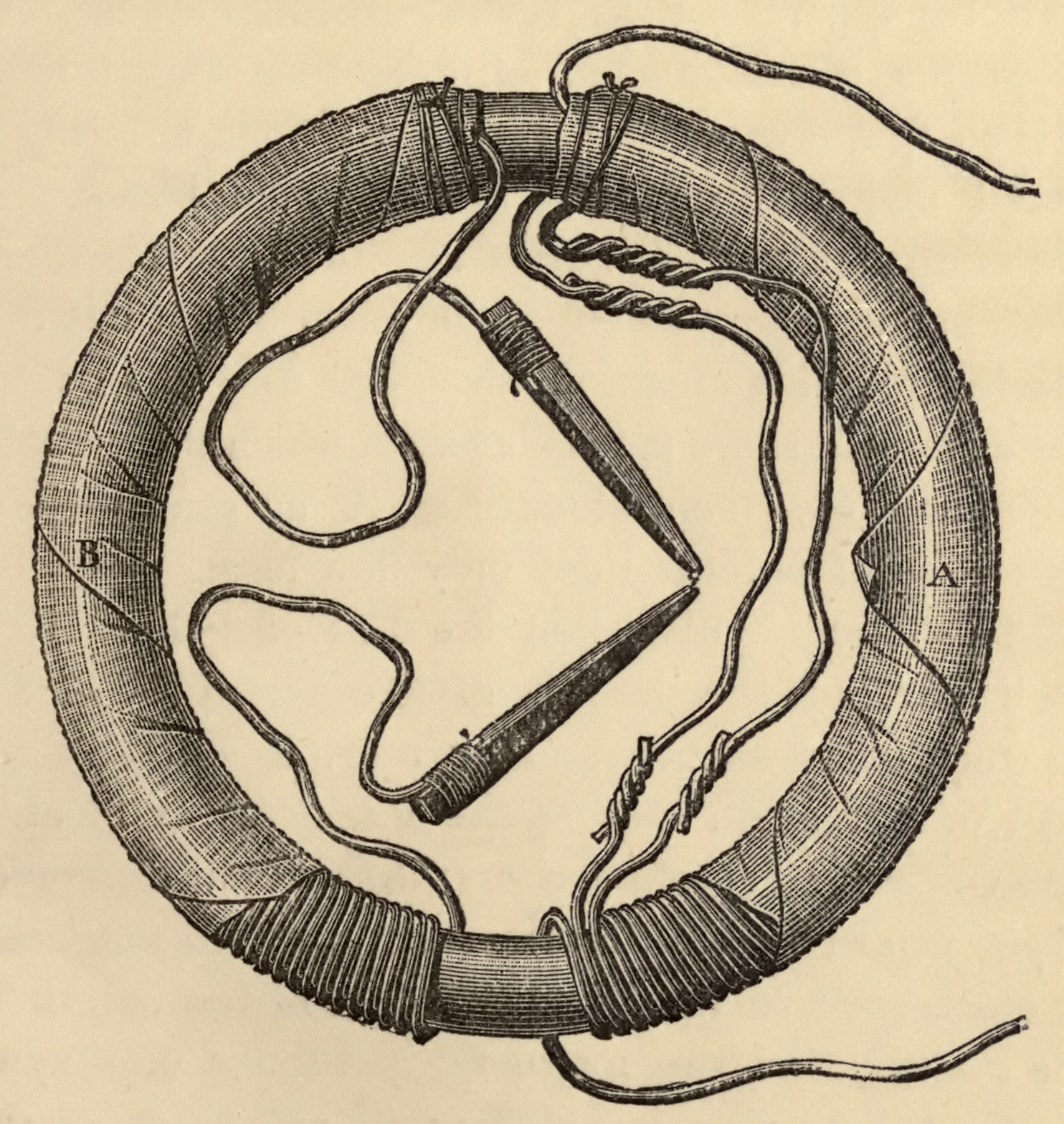
«Трансформатор Фарадея»: при включенні або виключенні струму в одній обмотці реєструється струм в іншій
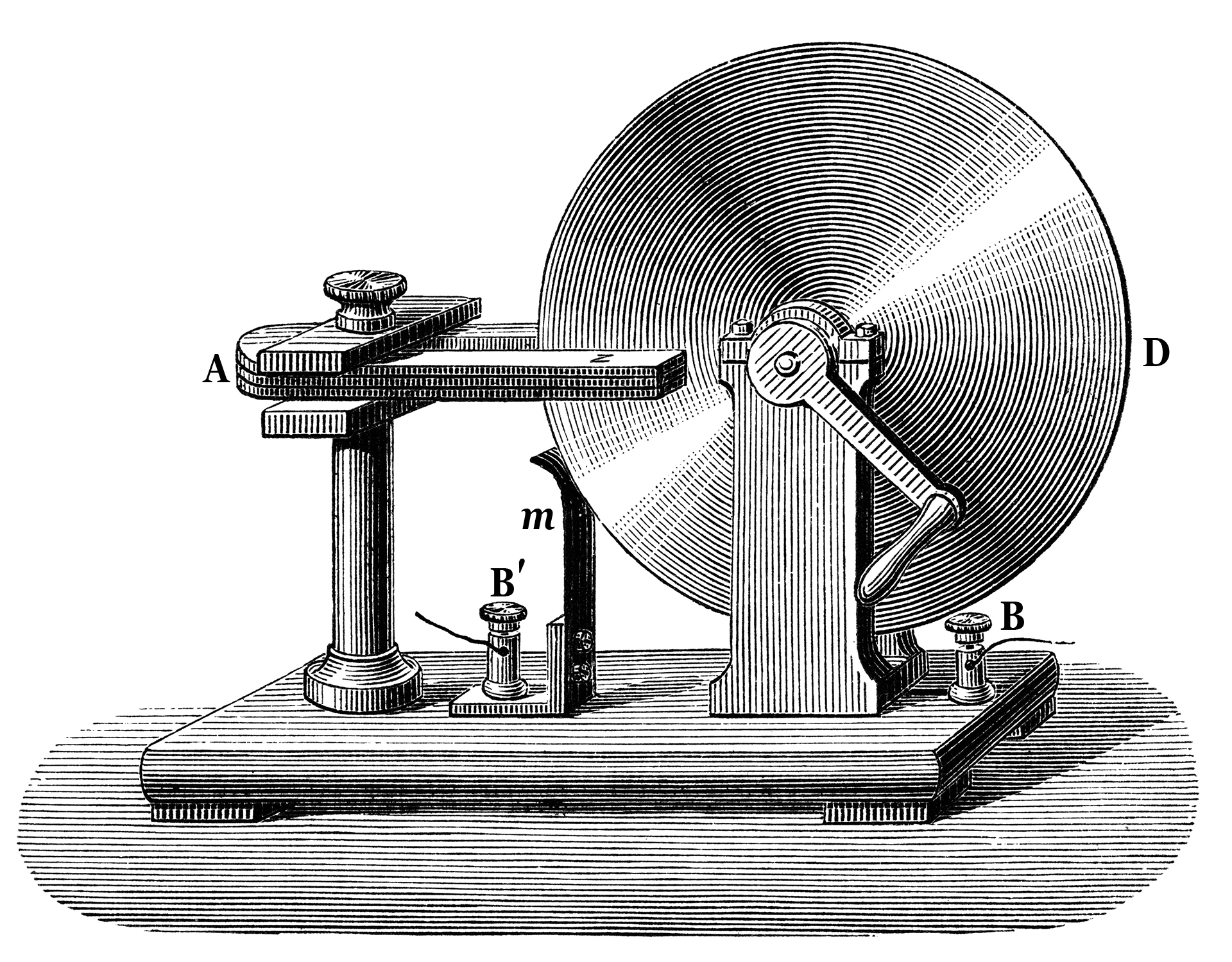
Диск Фарадея, перший уніполярний генератор

Основні досліди відбулися в період 29 серпня — 4 листопада 1831 року, головними з них стали два:
- При русі магнітного осердя всередині дротяної котушки в останній виникав електричний струм.
- Включення або виключення струму в дротяній котушці приводило до появи струму у вторинній котушці, чиї витки чергуються з витками першої.

17 жовтня 1831 року Фарадей прийшов до висновку: «електрична хвиля виникає тільки при русі магніту, а не в силу властивостей, притаманних йому в спокої». Він поставив вирішальний експеримент:

Я взяв циліндровий магнітний брусок (3/4 дюйма в діаметрі і 8 1/4 дюйма завдовжки) і ввів один його кінець всередину спіралі з мідного дроту (220 футів завдовжки), з'єднаної з гальванометром. Потім я швидким рухом заштовхнув магніт всередину спіралі на всю його довжину і стрілка гальванометра зазнала поштовху. Потім я так само швидко витягнув магніт з спіралі і стрілка знову хитнулася, але в протилежний бік. Ці хитання стрілки повторювалися щоразу, як магніт заштовхувався або виштовхувався.

Ще раніше, 29 серпня, Фарадей провів аналогічний дослід з електромагнітом:

Двісті три фути мідного дроту в одному шматку були намотані на великий дерев'яний барабан; інші двісті три фути такого ж дроту були прокладені у вигляді спіралі між витками першої обмотки, причому металевий контакт був скрізь усунений за допомогою шнурка. Одна з цих спіралей була сполучена з гальванометром, а інша — з добре зарядженою батареєю із ста пар пластин в чотири квадратні дюйми з подвійними мідними пластинками. При замиканні контакту спостерігалася раптова, але дуже слабка дія на гальванометр, і подібна ж слабка дія мала місце при розмиканні контакту з батареєю.

Таким чином магніт, що переміщається біля провідника (або вмикання/вимикання струму в сусідньому провіднику) породжують в даному провіднику електричний струм. Це явище Фарадей назвав електромагнітною індукцією.
28 жовтня цього ж року він виготовив перший повноцінний генератор постійного струму («диск Фарадея»): при обертанні мідного диска поруч з магнітом на диску виникає електричний потенціал, який знімається прилеглим провідником. Фарадей продемонстрував, як механічну енергію обертання перетворити в електричну. Поштовхом до цього винаходу послужив дослід Ф. Араго (1824 рік): обертовий магніт захоплював у своє обертання розташований нижче мідний диск, не дивлячись на те, що мідь нездатна намагнічуватись. І навпаки, якщо обертати мідний диск поблизу магніту, підвішеного таким чином, що він може обертатися в площині, паралельній до площини диска, то при обертанні диска магніт обертається за ним. Араго обговорював цей ефект з Ампером, Пуассоном та іншими знаменитими фізиками, але пояснити його їм не вдалося.
У звіті про отримані результати, оприлюдненому Фарадеєм 24 листопада 1831 року перед Королівським товариством, він вперше вжив ключовий термін «магнітні силові лінії». Це означало перехід від дискретної картини «заряди/магніти» попередніх теорій, побудованих за зразком далекодійного ньютонівского тяжіння, до зовсім нового безперервного і близькодійного фізичного об'єкта, який ми тепер називаємо «полем». Дещо пізніше Фарадей аналогічно увів електричні силові лінії.
Після відкриттів Фарадея стало ясно, що старі моделі електромагнетизму є неповними і повинні бути істотно перероблені. Сам Фарадей пояснював електромагнітну індукцію наступним чином. Околиця всякого зарядженого тіла пронизана електричними силовими лініями, які передають «силу» (за сучасною термінологією, енергію), і аналогічно енергія магнітного поля тече уздовж магнітних силових ліній. Ці лінії не слід розглядати як умовні абстракції, вони являють собою фізичну реальність. При цьому:
1. Всяка зміна електричного стану середовища породжує магнітне поле.
2. Всяка зміна магнітного стану середовища породжує електричне поле.[26]

Точне формулювання цих законів і повну математичну модель електромагнетизму дав через 30 років Джеймс Максвелл, який лише народився в рік відкриття індукції (1831).

### Хімія
Фарадей зробив немало відкриттів у галузі хімії. У 1824 році він відкрив бензол та ізобутилен, одним з перших отримав у рідкому стані хлор, сірководень, діоксид вуглецю, аміак, етилен та діоксид азоту. У 1825 році вперше синтезував гексахлоран — речовину, на основі якої у XX столітті виготовлялись різноманітні інсектициди. Вивчав каталітичні реакції.
У 1825—1829 роках Фарадей, у складі комісії Королівського товариства, детально досліджував, як хімічний склад скла впливає на його фізичні властивості. Скло Фарадея було надто дорогим для практичного застосування, але отриманий практичний досвід пригодився згодом при експериментах з впливом магніту на світло і для виконання урядового завдання по удосконаленню маяків.

### Електрохімія і магнітохімія
Фарадей вірив у єдиність всіх сил у природі, тому він мав намір довести, що хімічні властивості і закони пов'язані з електричними. Підтвердження цього допущення він отримав у 1832 році, з відкриттям фундаментальних законів електролізу. Ці закони лягли в основу нового розділу науки — електрохімії, що отримав величезну кількість технологічних застосувань. Вид законів Фарадея наштовхував на думку про існування «електричних атомів» з найменшим можливим зарядом; дійсно, на рубежі XIX—XX століть ця частка (електрон) була виявлена, і закони Фарадея допомогли оцінити її заряд. Запропоновані Фарадеєм терміни іон, катод, анод, електроліт вкоренились у науці.
Досліди з електрохімії дали ще один доказ близькодії електромагнетизму. Багато вчених вважали тоді, що електроліз викликається притяганням на відстані (іонів до електродів). Фарадей провів простий дослід: відділив електроди від змоченою соляним розчином паперу двома повітряними проміжками, після чого зазначив, що іскровий розряд викликав розкладання розчину. Звідси випливало, що електроліз викликається не дальнім притяганням, а місцевим струмом, і відбувається він лише в місцях проходження струму. Рух іонів до електродів відбувається вже після (і внаслідок) розкладання молекул.
У 1846 році Фарадей відкрив діамагнетизм  — ефект намагнічування деяких речовин (наприклад, кварцу, бісмуту, срібла) протилежно до напряму зовнішнього магнітного поля, що діє на нього, тобто відштовхування їх від обох полюсів магніту. Ці та інші досліди Фарадея заклали основу магнетохімії.

### Інші дослідження
Британський уряд неодноразово залучав Фарадея, як визнаного авторитета в галузі прикладної фізики, до вирішення актуальних технічних задач — удосконалення маяків, захист днищ кораблів від корозії, експертиза в судових справах тощо.
Фарадей досліджував наночастинки металу в колоїді золота й описав їх оптичні та інші особливості у порівнянні з частинками більших розмірів. Цей дослід може вважатись першим внеском у нанотехнологію. Пояснення виявленим ефектам дала у XX столітті квантова теорія.

## Особисті якості та оцінки
В особистому спілкуванні знайомі Фарадея завжди до кінця життя вченого відзначали його скромність, доброзичливість і людську чарівність.
Жан-Батист Дюма, відомий хімік і політик:

Кожен хто знав його — я твердо переконаний — бажав би тільки наблизитися до тої моральної досконалості, яка, мабуть, була дана Фарадею від народження. Це була якась благодать, в якій він почерпав сили для своєї кипучої діяльності, будучи одночасно гарячим проповідником істини, невтомним художником, людиною, сповненою привітності і веселості, найвищою мірою гуманним і м'яким у приватному житті… Я не знав людину, яка була б більш гідною любові та поваги, ніж він, і втрата якої коштувала б щирішого жалю.

Джеймс Клерк Максвелл:

Спосіб, яким Фарадей використовував свою ідею силових ліній, щоб координувати явища електромагнітної індукції, доводить, що він був математиком високого порядку — одним з тих, у кого математики майбутнього можуть черпати цінні та плідні методи.

Герман фон Гельмгольц:

До тих пір, поки люди користуються благами електрики, вони завжди будуть з вдячністю згадувати ім'я Фарадея.

Вільям Томсон:

Надзвичайна швидкість і жвавість відрізняли його. Відблиск його генія оточував його якоюсь особливою, сяючою аурою. Виразно кожен відчував цю чарівність — будь то глибокий філософ або проста дитина.

Альберт Ейнштейн:

З часу обґрунтування теоретичної фізики Ньютоном найбільші зміни в її теоретичних засадах, іншими словами, в нашому уявленні про структуру реальності, були досягнуті завдяки дослідженням електромагнітних явищ Фарадеєм і Максвеллом.

## Вшанування пам'яті
У містах Горлівка та Кривий Ріг є вулиця Фарадея.

### Біографія
- Біографія М. Фарадея на сайті Королівського Інституту у Великій Британії (англ.)
- Faraday as a Discoverer by John Tyndall, Project Gutenberg [Архівовано 25 вересня 2008 у Wayback Machine.] (downloads) (англ.)
- Bence Jones, Henry (1870). The Life and Letters of Faraday. Philadelphia: J. B. Lippincott and Company. (англ.)
- Hamilton, James (2004). A Life of Discovery: Michael Faraday, Giant of the Scientific Revolution. New York: Random House. ISBN 1-4000-6016-8. (англ.)
- Thompson, Silvanus (1901). Michael Faraday, His Life and Work. London: Cassell and Company. ISBN 1-4179-7036-7. (англ.)
- Tyndall, John (1868). Faraday as a Discoverer. London: Longmans, Green, and Company. (англ.)
- Thomas, John Meurig (1991). Michael Faraday and the Royal Institution: The Genius of Man and Place. Bristol: Hilger. ISBN 0-7503-0145-7. (англ.)
- Russell, Colin A. (Ed. Owen Gingerich) (2000). Michael Faraday: Physics and Faith (Oxford Portraits in Science Series). New York: Oxford University Press. ISBN 0-19-511763-8. (англ.)
- Биографии химиков. Фарадей. Архів оригіналу за 10 травня 2013. Процитовано 3 травня 2013. (рос.)
- Цейтлин З. Биография М. Фарадея // M. Фарадей. Избранные работы по электричеству. — М.—Л. : ГОНТИ, 1939. — (Классики естествознания) (рос.)
- Абрамов Я. В. Майкл Фарадей. Его жизнь и научная деятельность. — 1892. — (Жизнь замечательных людей.) Переиздание — М.: Книга по Требованию, 2011, ISBN 978-5-4241-2475-4. (рос.)

### Інші
- Інтерактивний урок. Мотор Фарадея, 1821 (англ.)
- «Faraday» Британіка, 1911. (англ.)
- «Experimental Researches in Electricity» by Michael Faraday Оригінальний текст з біографічними відомостями професора Джона Тіндаля (англ. John Tyndall), 1914. (англ.)
- Занурення у наукову спадщину: вчення Фарадея, Томсона та Максвелла.